# Phoxonotus venustus
Phoxonotus venustus är en skalbaggsart som först beskrevs av Wilhelm Ferdinand Erichson 1834.  Phoxonotus venustus ingår i släktet Phoxonotus och familjen stumpbaggar. Inga underarter finns listade i Catalogue of Life.